# Nikita Pórshnev
Nikita Dmítriyevich Pórshnev –en ruso, Никита Дмитриевич Поршнев– (Sarátov, 5 de marzo de 1996) es un deportista ruso que compite en biatlón. Ganó dos medallas en el Campeonato Europeo de Biatlón, plata en 2022 y bronce en 2019.

## Palmarés internacional
| Campeonato Mundial | Campeonato Mundial | Campeonato Mundial | Campeonato Mundial |
| Año                | Lugar              | Medalla            | Prueba             |
| ------------------ | ------------------ | ------------------ | ------------------ |
| 2019               | Östersund (Suecia) | Medalla de bronce  | Relevo             |
| 2022               | Arber (Alemania)   | Medalla de plata   | Velocidad          |